# Atentado de Gaziantepe
Em 20 de agosto de 2016, um homem-bomba atacou uma festa de casamento em Gaziantepe, na Turquia, às 22h50, hora local. Mais de 200 pessoas estavam presentes na festa. O ataque foi contra uma família curda que tinha fugido da cidade de Siirt devido à violência entre turcos e o PKK. O noivo foi ferido no ataque, mas a noiva escapou ilesa. As lesões do noivo não ameaçaram sua vida.
Uma testemunha relatou que dois indivíduos suspeitos se aproximaram da festa e deixaram a cena após o ataque. O partido político curdo Partido Democrático dos Povos (HDP) anunciou que o ataque tinha sido realizado de encontro ao casamento de seus membros do partido. As imagens da cena do ataque foram proibidas pelo regulador de radiodifusão da Turquia, o RTÜK. O ataque ocorreu horas depois que o primeiro-ministro turco, Binali Yıldırım, disse que a Turquia poderia desempenhar um papel ativo na Guerra Civil Síria. Um total de 57 pessoas foram mortas, enquanto 66 pessoas ficaram feridas no ataque.